# Elliotomyia chionogaster
El colibrí ventriníveo (Elliotomyia chionogaster), también denominado colibrí de vientre blanco (en Perú), picaflor vientre blanco (en Bolivia, Argentina y Paraguay) o amazilia ventrinívea, es una especie de ave apodiforme de la familia Trochilidae —los colibríes— una de las dos pertenecientes al género Elliotomyia, anteriormente incluida en el género  Amazilia . Es nativa del centro-oeste de América del Sur.

## Hábitat y distribución
Se distribuye por la vertiente oriental de los Andes desde el norte de Perú hacia el sur, por gran parte de Bolivia, hasta el noroeste de Argentina, en donde habita en las provincias de Jujuy, Salta, Tucumán, Catamarca, La Rioja, Santiago del Estero, y posiblemente en el extremo oeste de la del Chaco. Se han registrado también poblaciones de tierras bajas en Santa Cruz, Bolivia, en el oeste de Paraguay, y en el oeste de Brasil, donde hay registros escasos en Acre y Rondônia.
Es una especie considerada común apenas localmente en una variedad de hábitats naturales: bordes de bosque, bosques de segundo crecimiento, quebradas arboladas, matorrales, cerrado, plantaciones, jardines; prefiere zonas bastante secas y arbustivas con Cactaceae, Agave, arboledas de Alnus o Eucalyptus. Se encuentra principalmente en la zona submontana, templada húmeda a tropical alta, en altitudes entre 450 y 2000 m; ocasionalmente hasta 2800 m.

## Descripción
Es una pequeña ave de unos 9 cm de longitud. Todo el dorso es de color verdoso. El vientre es blanquecino. Entre ambos colores se presenta un punteado verde, que en algunos ejemplares llega también a la garganta. El peso de los machos es de 5,5 g y el de las hembras 4,5 g. Ambos sexos son iguales. Muestra una mancha postocular blanca, color que también se presenta en el borde externo de la cola. El pico es de 20 mm de largo, adaptado para la absorción de néctar y a la captura de insectos; es delgado, recto, y negro, aunque en ocasiones tiene la mandíbula inferior rojiza.

## Sistemática

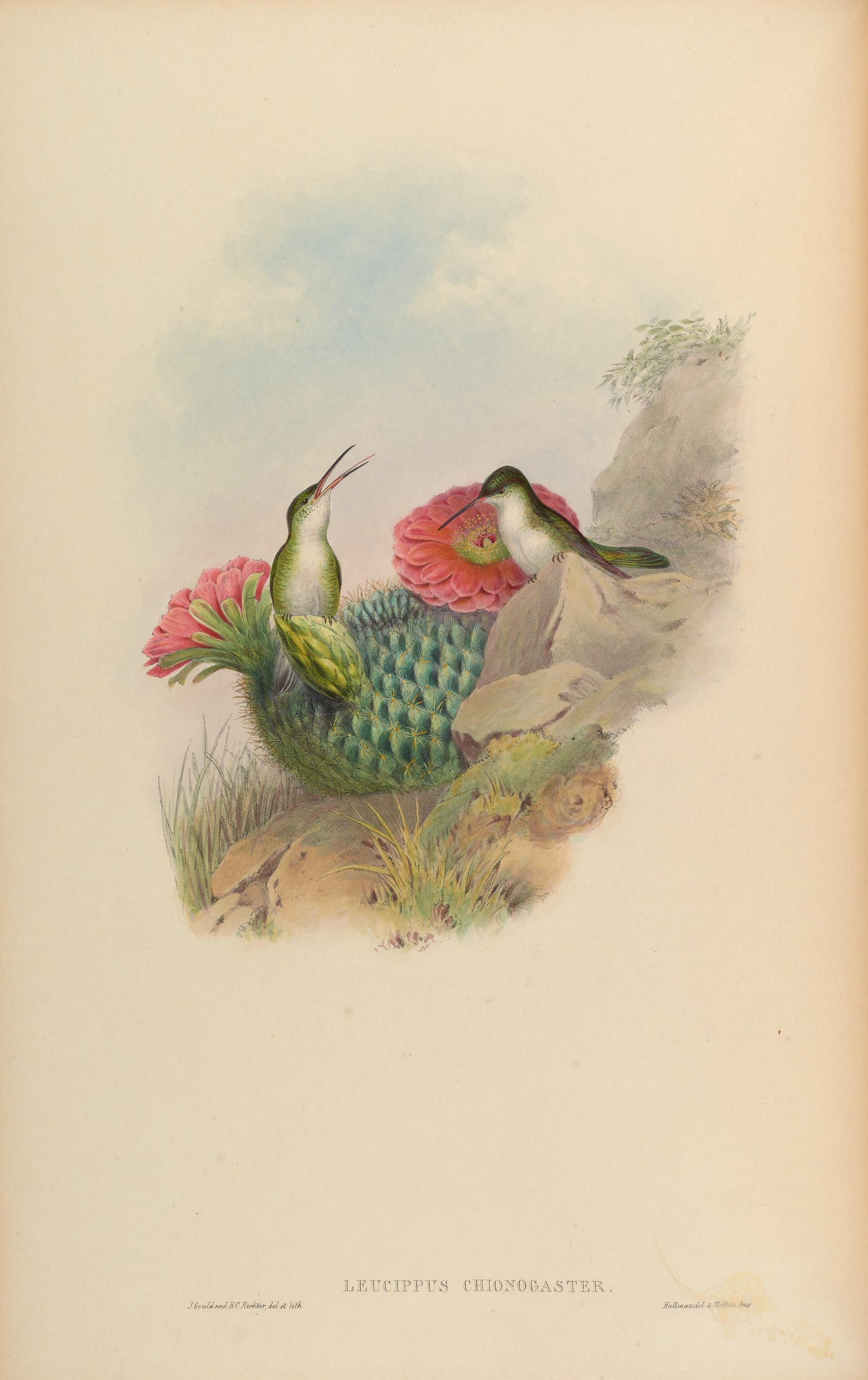
Leucippus chionogaster, ilustración de Gould y Richter en A monograph of the Trochilidae, or family of humming-birds 5, 1861.

### Descripción original
La especie E. chionogaster fue descrita por primera vez por el ornitólogo suizo Johann Jakob von Tschudi en 1846 bajo el nombre científico Trochilus chionogaster; la localidad tipo no fue dada, pero se asume «Perú».

### Etimología
El nombre genérico femenino Elliotomyia conmemora al ornitólogo estadounidense Daniel Giraud Elliot (1835-1915), combinado con la palabra del griego «μυια muia, μυιας muias» que significa ‘mosca’; en ornitología myia y myias significan ‘muy pequeño’, ‘aves del tamaño de una mosca’. El nombre de la especie «chionogaster» se compone de las palabras del griego «khiōn» que significa ‘nieve’ y «gastēr» que significa ‘vientre’.

### Taxonomía
Las presente especie y Elliotomyia viridicauda estuvieron colocadas en el género Leucippus y en Amazilia. Los estudios filogenéticos de McGuire et al. (2014) demostraron que el género Amazilia era altamente polifilético y que las dos especies están estrechamente relacionadas entre sí y no son parientes próximas de Amazilia «sensu-stricto» ni de Leucippus. En la clasificación propuesta para resolver la polifilia del género, Stiles et al. (2017) propusieron un nuevo género Elliotia, para albergar estas dos especies, lo que fue reconocido por el por el Comité de Clasificación de Sudamérica (SACC) en la Propuesta N.º 781. Sin embargo, posteriormente se descubrió que el nombre Elliotia estaba pre-ocupado por un género de coleópteros y se propuso un nuevo nombre Elliotomyia, que fue reconocido en la Propuesta N.º 877 al SACC.
Las presente especie y E. viridicauda son simpátricas en el valle de Urubamba en la región central de Perú, pero no se ha demostrado aún que ambos taxones hibriden. Se ha descrito de Salta, Argentina una subespecie denominada Amazilia chionogaster longirostris (Schlüter, 1913), pero es escasamente distinta de hypoleuca, bajo algunas diferencias en la morfometría —por ejemplo: la longitud del pico— y diferencias del color del plumaje.
Anteriormente fue catalogada como Leucippus pallidus, en realidad un sinónimo posterior de la presente.

### Subespecies
Según las clasificaciones del Congreso Ornitológico Internacional (IOC) y Clements Checklist/eBird  se reconocen dos subespecies, con su correspondiente distribución geográfica:
- Elliotomyia chionogaster chionogaster (Tschudi, 1844) - endémica del norte y centro de Perú (sur de Amazonas a Cuzco).
- Elliotomyia chionogaster hypoleuca (Gould, 1846) - desde el sudeste del Perú (Puno), pasando por Bolivia, hasta el noroeste de Argentina (al sur hasta La Rioja). Posiblemente también en el oeste de Brasil y en el oeste de Paraguay.